# Palazzetto Zuccari
Il Palazzetto Zuccari è un edificio situato a Roma, costruito da Federico Zuccari, tra via Sistina e via Gregoriana, su piazza Trinità dei Monti. È conosciuto anche con l'appellativo popolare casa dei mostri, per le decorazioni delle porte e delle finestre della facciata che dà su via Gregoriana.

## Storia
Federico Zuccari era un artista di origine urbinate, che aveva già lavorato a Roma e a Firenze (suoi gli affreschi nella cupola di Santa Maria del Fiore) creandosi una notevole fama. Richiamato nell'Urbe per una serie di commissioni, decise di crearsi una sontuosa dimora che rispecchiasse l'importanza dell'artista, il suo estro e la sua creatività, con un progetto molto più grandioso di quello che aveva creato a Firenze (il palazzo Zuccari).
Nel 1590 comprò il lotto di terreno posto in una invidiabile posizione panoramica vicino alla Trinità dei Monti, sui resti degli antichi giardini di Lucullo, e iniziò la realizzazione di quello che è uno dei più importanti esempi di casa d'artista in Italia. L'artista si rovinò quasi per portare a termine i suoi grandiosi progetti, che dovettero essere in parte ridimensionati. Alla sua morte (1609) lasciò la casa agli artisti dell'accademia di San Luca, anche se di fatto se ne impossessò Marc'Antonio Toscanella. Girolamo Rainaldi ingrandì poi il complesso, dandogli l'aspetto che venne mantenuto fino al 1904, quando fu ristrutturato pesantemente. La famiglia Zuccari riacquistò il palazzo dai Toscanella e lo stesso restò patrimonio degli Zuccari fino a che l'avvocato Federico Zuccari (1843-1913), ultimo discendente della dinastia, decise di venderlo ad Henrichetta Hertz.
Nel frattempo vi visse anche la regina Maria Casimira di Polonia dal 1702, che vi fece costruire un arco in legno sopra via Sistina e la facciata a portico balconato verso la piazza, opera dello Juvarra applicandovi lo stemma di Polonia. Vi fece allestire, anche, un piccolo teatro privato che funzionò dal 1704 al 1714, rappresentandovi a beneficio della nobiltà romana opere in musica del suo musicista di corte Domenico Scarlatti.
Nel 1756 divenne sede della prima casa romana dei Fratelli delle Scuole Cristiane, fin allora ospitati nel vicino convento dei Minimi alla Trinità dei Monti, sicché l'edificio assunse la denominazione popolare di Palazzo dei frati. Questa destinazione è testimoniata in un'incisione di Bartolomeo Pinelli che rappresenta l'uscita dei ragazzi dalla scuola, accompagnati da due fratelli dell'ordine.
Durante il Grand Tour divenne una locanda per artisti e vi soggiornarono Joshua Reynolds, Johann Joachim Winckelmann, Jacques-Louis David e i Nazareni, che vi lasciarono un affresco oggi a Berlino. In seguito divenne di proprietà di Enrichetta Hertz, che poi lo donò al governo tedesco, costituendo la Biblioteca Hertziana, specializzata in storia dell'arte.
Gabriele D'Annunzio citò il palazzo nel romanzo Il piacere (abitato dal protagonista Andrea Sperelli).

## Architettura
|

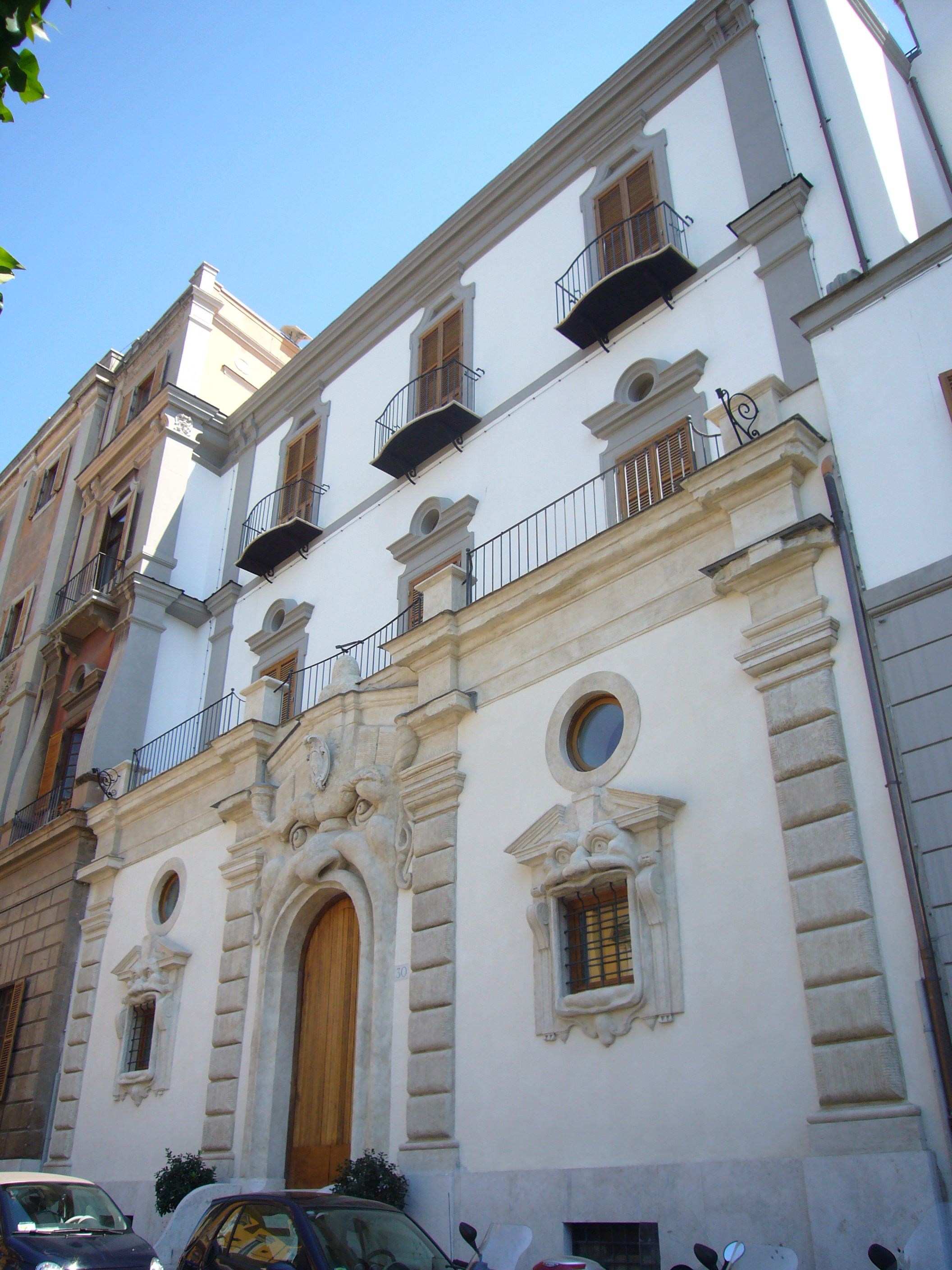
Palazzetto Zuccari, facciata verso via Gregoriana

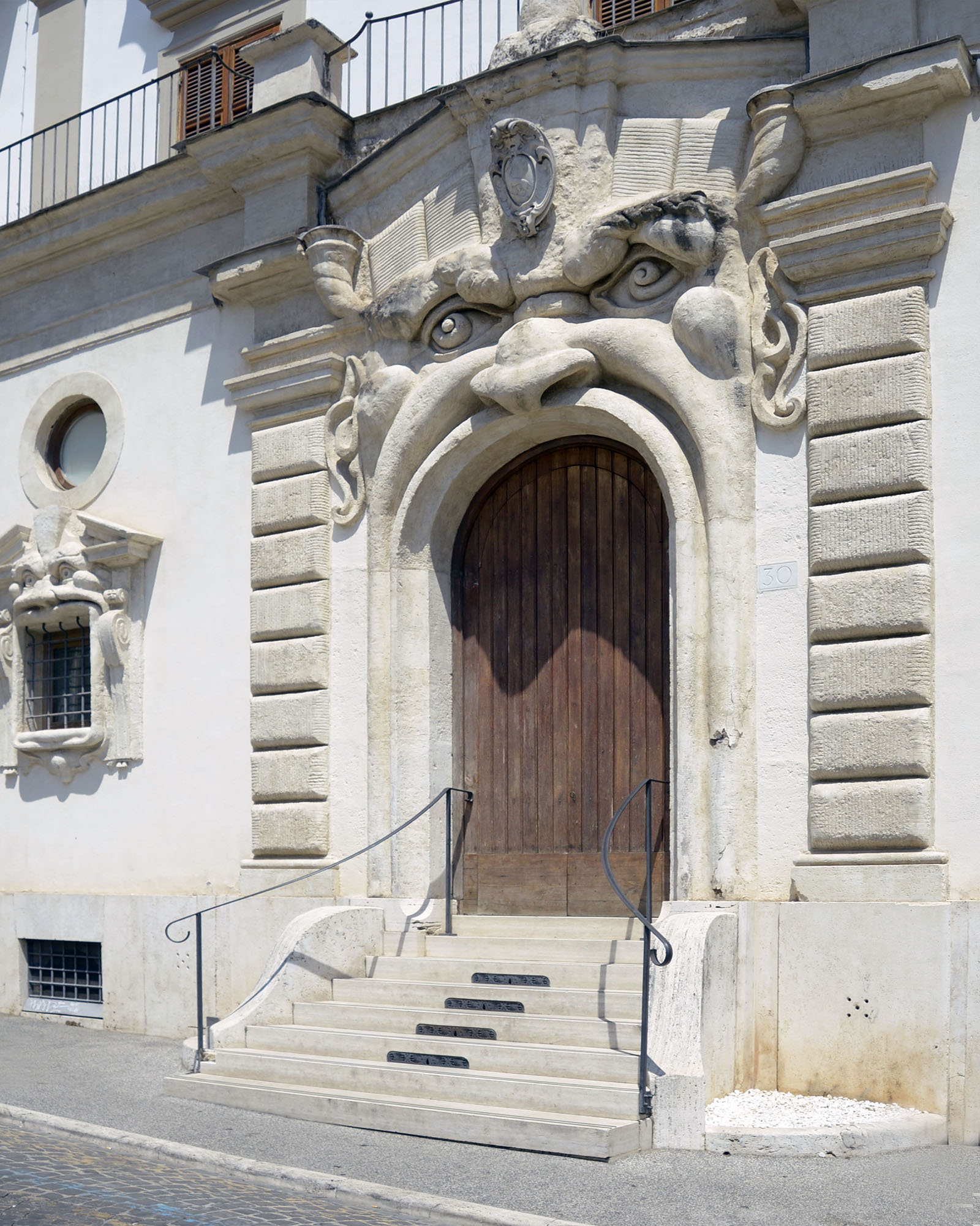
Portone ingresso a via Gregoriana

La caratteristica più curiosa del palazzetto risiede nella decorazione, in particolare nelle cornici delle porte e finestre esterne che hanno l'aspetto di mostruose bocche aperte, ispirate al Giardino di Bomarzo e legate allo stile fantasioso dell'architettura manierista alle soglie del XVII secolo.
Il palazzo era costituito inizialmente da tre corpi: quello adibito a studio su piazza Trinità dei Monti, quello residenziale con facciata principale su via Sistina, e il giardino con ingresso da via Gregoriana. In contrasto con la semplicità degli esterni, l'interno si presenta come la dimora di un illustre artista. Il tono di rappresentanza toccava il culmine nella scalinata, nel salone, nella galleria e soprattutto nel giardino. Lo studio occupava la punta dell'intero complesso a pianta trapezoidale e ne rappresentava, in una similitudine antropomorfica, la testa. La rappresentazione dell'arme di famiglia - i pani di zucchero - sono ben visibili nel fregio della trabeazione dorica alternati dalle stelle comete, parti anch'esse dello stemma di famiglia. All'interno si trovano alcuni affreschi di Giulio Romano, provenienti da Villa Lante sul Gianicolo.
I tre mascheroni su via Gregoriana formano tuttora una delle maggiori attrattive del Palazzo. Per Zuccari che anni prima aveva usato una forma analoga per una illustrazione della porta dell'inferno dantesco, essi avevano un chiaro significato: erano destinati a sbalordire e spaventare il visitatore, che avrebbe esitato dapprima a oltrepassare la soglia, ma sarebbe stato poi tanto più colpito, per contrasto, dall'incanto paradisiaco del giardino.
Quest'ultimo, di forma pressoché quadrata con ben 17 metri di lato, era forse coperto da un pergolato di rose simile a quello dipinto sulla volta della loggia contigua ed era abbellito da fontane e statue, come nelle vedute di giardini che decorano quella che era la camera da letto del pittore. La singolarità e bellezza dell'edificio doveva essere il testimone della grandezza e del successo dell'artista.
Il complesso restauro del palazzo nei valori architettonici, delle strutture e degli apparati decorativi, degli anni 2000, progettati e diretti dall'architetto Enrico Da Gai, e la realizzazione dell'edificio della biblioteca, opera dell'architetto Juan Navarro Baldeweg, si inseriscono nel programma di ri-funzionalizzazione completa dell'Istituto Max-Planck per la Storia dell'Arte, che fu fondato nel 1913.